# Eugeny Giner
Pour les articles homonymes, voir Giner.
 (décembre 2012).
Eugeny Lennorovich Giner (en russe : Евгений Леннорович Гинер), né le 26 mai 1960 à Kharkiv (URSS), est un homme d'affaires russe.
Il est depuis 2001 le président du CSKA Moscou.

## CSKA Moscou
Dès le début de sa présidence du CSKA, Giner s'efforce activement de renforcer le club. Il fait venir de nombreux joueurs russes ou étrangers ainsi que des entraîneurs et des sponsors. Giner veut avec cela améliorer les infrastructures en place. 
Giner choisit un célèbre entraîneur Valery Gazzaev, qui a mené à la surprise générale l'Alania Vladikavkaz au titre de champion en 1995. Il fait faire de grands progrès avec le CSKA, en gagnant notamment la Coupe de l'UEFA en 2005. Giner améliore la situation financière du club, grâce aux collaborations avec de grandes entreprises comme Conti, Sibneft (Giner entretient de bonnes relations avec Roman Abramovich, l'ancien chef de Sibneft), VTB et Aeroflot. 
La présidence-Giner voit aussi augmenter le nombre de supporters avec plus d'affluence aux matchs du CSKA.
Il achète un certain nombre de bons footballeurs et célèbres comme Sergueï Ignachevitch, Vagner Love, Daniel Carvalho, Miloš Krasić, Alan Dzagoev et d'autres. La politique de Giner consiste à préférer acheter des joueurs jeunes et prometteurs en Russie, en Europe orientale et au Brésil. 
En 2009, à la suite de la démission de Gazzaev, Giner le remplace par le célèbre footballeur brésilien Zico. En septembre, en raison de l'insuffisance de résultats, Zico est remercié, et remplacé par Juande Ramos mais il est congédié pour la même raison. Il est alors remplacé par Leonid Sloutski. 
Giner est également activement engagé dans la construction d'un nouveau stade pour le club. En règle générale, les supporters du CSKA approuvent l'action de Giner. 
Eugeny Giner est une personne respectée dans le milieu du football de Russie, un visiteur assidu des matches de son équipe ainsi que les autres matchs de football les plus importants du football mondial, comme un match de Coupe du monde et d'Europe.
Pour l'anecdote, il est également connu pour son amour pour les bons cigares, qu'il aime fumer pendant les matches de football.